# 中華女子学院
中華女子学院（ちゅうかじょしがくいん、中华女子学院、中華女子學院、英語: China Woman's University）は、北京市朝陽区に本部を置く中国の公立女子大学である。1949年に設置された。

## 沿革
- 1919年 - 直隷省政府により、「直隷婦女職業伝習所」として設置。天津市に本部を置く。
- 1928年 - 「河北省婦女職業伝習所」に改称。（直隷省の改編とともに）
- 1929年 - 北平市地安門外西黄城根に移転。
- 1931年 - 「河北省女子職業教育講習所」に改称。
- 1935年 - 河北省女子蚕桑師範講習所と合併。
- 1938年 - 「河北省立北京女子家事職業学校」に改称。（日本占領）
- 1945年9月 - 「河北省立女子職業学校」に改称。（日本の降伏）[2]
- 1949年8月 - 全国婦連に所属し、「新中国婦女職業学校」に改称[3]。
- 1950年7月 - 「中華全国民主婦女聯合會婦女幹部学校」に改称。
- 1961年3月 - 部門簡素化による廃校。
- 1979年3月 - 再開。
- 1984年3月 - 「全国婦聯管理幹部学院」に改称[4]。
- 1987年8月 - 「中国婦女管理幹部学院」に改称。
- 1995年8月 - 「中華女子学院」に改称。
- 1995年12月 - 地安門から朝陽区育慧東路へ移転。
- 2002年 - 正式に普通大学となる。
- 2006年 - 北校区を設置。
- 2013年 - 社会工作研究科を設置[5]。

## 組織
性別・社会発展学、法学、管理学、児童開発・教育学、芸術学、高等職業教育学、継続教育学、計算機学、外国語、金融学、文化メディア学、思想政治理論教育学、体育学。

## キャンパス
本部
- 所在地：北京市朝陽区育慧東路1号

北校区
- 所在地：北京市昌平区曹八西路28号

## 日本における協定校
- 日本女子大学[7]
- 九州女子大学
- 九州女子短期大学
- 十文字学園女子大学

## 参照項目
- 山東女子学院：2010年までは中華女子学院山東分院として存在、2010年に独立